# NASCAR SimRacing
NASCAR SimRacing (сокращенно NSR) — видеоигра жанра автосимулятор, разработанная компанией EA Tiburon и изданная EA Sports для PC 15 февраля 2005 года. Игра включает в себя все трассы 2004 NEXTEL Cup Series, кроме Pocono Raceway, отсутствующей в версии для ПК и в консольной версии игры NASCAR 2005: Chase for the Cup по неизвестным причинам.
В игру входят самые лучшие серии NASCAR: NEXTEL Cup, Busch и Craftsman Truck. Также в игре есть однопользовательский и многопользовательский (онлайн) режимы игры, режим карьеры для однопользовательской игры. Это последняя игра, выпущенная студией Electronic Arts для персональных компьютеров: следующей игрой для этой платформы станет NASCAR The Game: 2013, разработанная студией Eutechnyx.

## Карьера
В режиме карьеры игроку предлагается офисная работа на поиск спонсоров, покупку и продажу различных товаров, причем цена которых со временем будет меняться, и есть шанс, что игрок может обанкротиться. Также в игре есть возможность тюнинга автомобиля за определенные денежные вложения. При участии в гонках, чем ближе игрок окажется к первому месту во время финиша, тем больший гонорар он получит после гонки и тем выше поднимется его репутация.

## Водители
Всего в игре представлены 42 водителя и 25 трасс. Из них большое количество реальных представлены в NEXTEL Cup Series, Busch Series, и Craftsman Truck Series. Вымышленные водители и спонсоры по-прежнему присутствуют.

## Критика
| Сводный рейтинг       | Сводный рейтинг |
| Агрегатор             | Оценка          |
| --------------------- | --------------- |
| GameRankings          | 83,83 %         |
| Metacritic            | 85/100          |
| Иноязычные издания    |                 |
| Издание               | Оценка          |
| 1UP.com               | B+              |
| GameSpot              | 8,5             |
| GameZone              | 9               |
| IGN                   | 9,2             |
| Gamers Hell           | 7,4             |
| Русскоязычные издания |                 |
| Издание               | Оценка          |
| Absolute Games        | 60 %            |

NASCAR SimRacing часто критикуют игроки за отсутствие поддержки со стороны EA Sports. Также в игре есть большое количество ошибок.
В октябре 2006 EA Sports закрыла серверы GameSpy, предназначавшиеся для многопользовательской игры.